# كشافة سلوفاكيا
كشافة سلوفاكيا هي الكشافة الوطنية الأولية والتنظيم والتوجيهية في سلوفاكيا. كشافة سلوفاكيا هي أكبر منظمة شبابية في سلوفاكيا وهي عضو من كل من المنظمة العالمية للحركة الكشفية والرابطة العالمية للمرشدات وفتيات الكشافة. يبلغ عدد أعضاء كشافة سلوفاكيا حوالي 3,157 كشاف (اعتبارا من 2011)، وحوالي 3000 مرشدة (اعتبارا من 2004).

## روابط خارجية
- الموقع الرسمي